# Retrato de Giulio Clovio
El Retrato de Giulio Clovio es una obra del Greco realizada entre 1570 y 1571, durante su estancia en Roma. Se trata del retrato más antiguo realizado por el Greco que ha llegado hasta nuestros días.

## El personaje
El miniaturista Giulio Clovio, nació probablemente en Drivenik (actual Croacia), que entonces formaba parte de la República de Venecia. Es considerado el mejor ilustrador de libros iluminados del siglo XVI, y es citado por Giorgio Vasari en la parte-6 de Las vidas de los más excelentes arquitectos, pintores y escultores italianos, como «un piccolo e nuovo Michelangelo».
Se desconoce el origen de la relación entre Clovio y el Greco, quien tal vez fue recomendado por un sobrino de Clovio —Guido— que era capitán al servicio de Venecia. También se ha supuesto la mediación de Tiziano, a quien el miniaturista debió conocer personalmente. En todo caso, es muy importante una carta dirigida por Clovio a su mecenas, el cardenal Alejandro Farnesio —16 de noviembre de 1570— en la que recomendaba al «joven candiota discípulo de Tiziano», pidiendo que le diese alojamiento temporal en el Palacio Farnesio de Roma.
El Greco debió de tener una gran estima hacia Clovio, pues volvió a retratarlo en la esquina inferior derecha de La expulsión de los mercaderes (Minneapolis), a la misma altura que Tiziano, Miguel Ángel, y Rafael Sanzio (o tal vez sea Correggio).

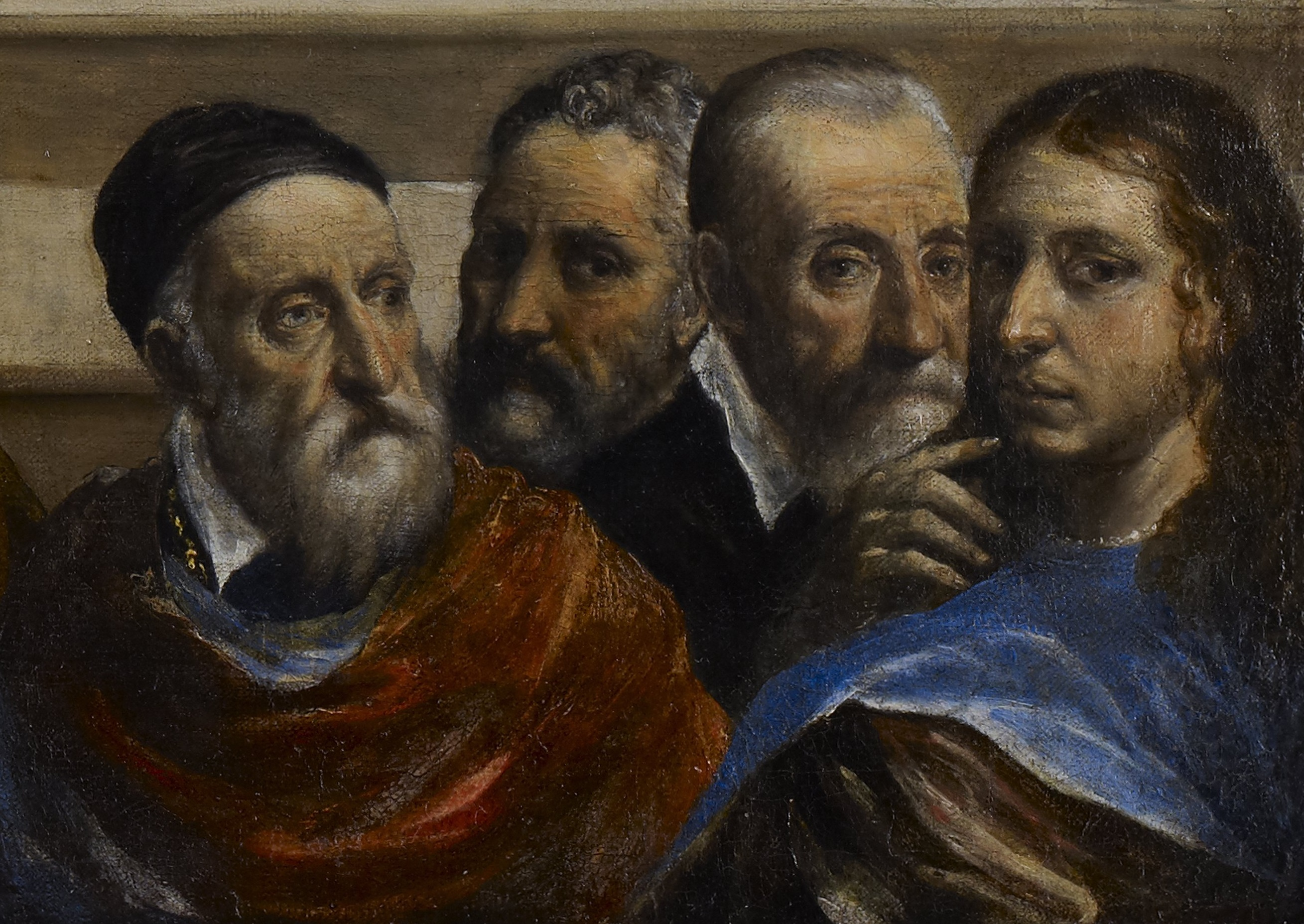
Detalle de La expulsión de los mercaderes, donde Giulio Clovio (tercero empezando por la izquierda) aparece junto a Tiziano, Miguel Ángel y Rafael.

## Análisis de la obra
- Museo Nacional de Capodimonte, Nápoles;
- Pintura al óleo sobre lienzo; 58 x 86 cm; Museo Nacional de Capodimonte, Nápoles;
- Firmado con letras griegas mayúsculas, en la parte izquierda: ΔΟΜΗΝΙΚΟΣ ΘΕΟΤΟΚΌΠΟΥΛΟΣ KΡΗΣ E'ΠOΙEI;[1]
- Fecha de realización: 1570 según José Camón Aznar, 1571 según Ellis Waterhouse y Harold E. Wethey.[5]
- Catalogado por H. Wethey con la referencia número 134 en su catálogo razonado de obras del Greco, porJosé Gudiol con el número 25.[6] y por Tiziana Frati con el 13.[7]

Este lienzo es, sin duda, el primer retrato pictórico realizado por el Greco, con la excepción de un autorretrato –actualmente perdido– que cita Clovio en su carta de recomendación. Sin embargo, el pintor acusa ya un dominio total de este género pictórico. Aunque esta obra tiene algo de Tiziano, está ejecutada con una técnica bastante alejada de la de aquel maestro.
La postura de Clovio —sentado en su estudio, mirando hacia el espectador— recuerda los retratos de Bartolomeo Passerotti, mientras que el tratamiento del rostro —cuya pintura modela vivamente los rasgos— evoca a Jacopo Bassano. El rostro presenta unos rasgos acusados, facciones más bien grandes y un modelado intenso, anunciando las futuras tipologías del maestro. La pared de la derecha se abre a un paisaje fantasioso, similar al de las otras obras primerizas del Greco, con un celaje que recuerda el de la Vista del Monte Sinaí.
Giulio Clovio señala con el dedo índice de su mano derecha una página de un libro iluminado, sostenido con su mano izquierda. Se trata de su obra más celebrada: el Libro de horas del cardenal Farnesio, realizado para dicho personaje. Este libro está actualmente en The Morgan Library & Museum, donde se conoce como Farnese Hours o bien como Ore di Nostra Donna. Las ilustraciones que aparecen en el libro abierto fueron identificadas por Elizabeth du Gué Trapier:: en la página izquierda, La creación del Sol y de la Luna, folio M.69, fol. 59vº, y, a la derecha, La Sagrada Familia, folio M.69, fol. 60r.